# Place Saint-Josse
 (août 2025).
Si vous disposez d'ouvrages ou d'articles de référence ou si vous connaissez des sites web de qualité traitant du thème abordé ici, merci de compléter l'article en donnant les références utiles à sa vérifiabilité et en les liant à la section « Notes et références ».
La place Saint-Josse (en néerlandais : Sint-Joostplein) est une place bruxelloise de la commune de Saint-Josse-ten-Noode, située au cœur de l'ancien hameau historique, en bordure de la chaussée de Louvain.

## Avertissement
Cet article traite de l'ensemble formé par la place Saint-Josse proprement dite mais aussi de la section de la chaussée de Louvain qui borde cette place et la précède, cet ensemble étant erronément appelé place Saint-Josse par nombre d'habitants.

## Forme de la place
La place Saint-Josse, au sens large, est subdivisée en deux parties. Venant de Bruxelles, la chaussée de Louvain s'élargit, mais, à part les trottoirs, ne comporte pas d'espace spécifiquement destiné aux piétons. Après une cinquantaine de mètres, la chaussée laisse à sa gauche l'église Saint-Josse et, à sa droite, une place piétonne arborée de forme rectangulaire irrégulière et qui forme la place Saint-Josse proprement dite. La place, bâtie sur deux de ses côtés, est délimitée sur les deux autres par la rue de la Pacification et par la chaussée de Louvain.

## Historique de la place
L'actuelle place Saint-Josse est située sur l'ancienne route de Louvain qui a joué un rôle essentiel dans l'histoire du développement de Saint-Josse-ten-Noode, et cela à partir du XIIIe siècle. Au milieu du XIVe siècle, la ville de Bruxelles s'entourait de sa deuxième enceinte, percée de portes, dont la porte de Louvain située à l'emplacement de l'actuelle place Madou, ce qui faisait de cette route un des lieux de passage obligé entre la ville et la campagne environnante. Vers 1360, une chapelle dédiée à saint Josse fut fondée au croisement de cette route et d'un ruisseau, le Maelbeek.
En 1459, un pont appelé le Hoelbekenbrugge franchissait le Maelbeek et la route de Louvain était déjà pavée jusqu'au bois de Linthout, ce qui lui a permis d’être appelée steenweg (mot néerlandais), traduit littéralement par chemin de pierre. Cependant, si le tracé actuel de la chaussée ne remonte toutefois qu'au début du XVIIe siècle (par octroi du roi Philippe V du 24 juillet 1704, elle a toujours transité par l'actuelle place. Sous l'Empire, la chaussée fut rebaptisée route Napoléon.
La présence de cette première chapelle, reconstruite et agrandie à plusieurs reprises, ainsi que nombre de cabarets avoisinants drainèrent une nombreuse populace vers cet endroit qui allait devenir la place Saint-Josse.

### Création de la place
En 1870 la chaussée de Louvain fut élargie par expropriation d'immeubles entre les rues de l'Enclume et de la Pacification, ce qui permit de dégager la façade de la toute nouvelle église Saint-Josse.
Des maisons d'inspiration néoclassique furent bâties entre 1873 et 1878, ainsi qu'un marché couvert conçu par Jules-Jacques Van Ysendyck, l'architecte qui a dressé les plans de la façade de l'église.

## Rénovation de la place
La place, ainsi que les voiries attenantes, fut rénovée en 2008 et devint ainsi complètement piétonne. Trois échoppes, un kiosque à journaux, une friterie (un « fritkot » en bruxellois) et un fleuriste, ont également été installées au centre de la place, contribuant à son animation.

## Bâtiments remarquables
La place compte quelques édifices remarquables repris à l'inventaire du patrimoine architectural de la Région de Bruxelles-Capitale.

### Sur la place Saint-Josse

#### L'église Saint-Josse
L'Église Saint-Josse, façade de Jules-Jacques Van Ysendyck.

#### Le portique du Théâtre national
Face à l'église, s'élève un majestueux portique qui était destiné à être l'entrée du Théâtre national mais qui finalement s'installa place Rogier dans l'ancienne Tour Martini (démolie), située également à Saint-Josse-ten-Noode.

### Bâtiments disparus

#### Le marché couvert
Le marché couvert, conçu par l'architecte Jules-Jacques Van Ysendyck, était implanté dans l'îlot compris entre la place Saint-Josse, la rue de la Pacification, la rue de l'Artichaut et la rue des Deux-Églises et était formé de deux galeries couvertes de verrières se coupant à angle droit. Si l'entrée principale, insérée dans un imposant corps de bâtiment de style éclectique d'inspiration Renaissance, donnait sur la place, chacune des autres rues possédaient la leur. Une salle des fêtes, transformée par après en salle de cinéma, était située à l'étage. Ce marché a commencé ses activités en 1879. Outre les commerces traditionnels, de nombreux bouquinistes possédaient une échoppe dans ces galeries. Le marché couvert, dont les activités avaient déjà cessé depuis plusieurs décennies, fut complètement arasé au milieu des années 1950.

### Bâtiments situés à proximité
- Rue Saint-Josse, n° 13-15 : maison Art nouveau, de l'architecte Léon Govaerts, construite en 1902
- Résidence Pacific

## Voiries débouchant sur la place
De nombreuses voiries débouchent sur la place (à partir du nord et dans le sens horaire) :
- la chaussée de Louvain, venant de Bruxelles par la place Madou
- la rue Scailquin (jusqu'en 1884, rue du Lait battu), du nom du parlementaire libéral Optat Scailquin
- la rue Saxe-Cobourg
- la rue Amédée Lynen, du nom du peintre Amédée Lynen
- la rue Saint-Josse
- la rue Verbist, du nom du bourgmestre Urbain Verbist
- la chaussée de Louvain, allant vers Louvain
- la rue Willems, du nom du bourgmestre Léonard-Constant Willems
- la rue de la Pacification
- la rue des Deux Églises, reliant les églises Saint-Josse et Saint-Joseph, située quant à elle square Frère-Orban sur le territoire de la ville de Bruxelles, mais dont la vue est actuellement cachée par la construction de bâtiments élevés
- la rue Marie-Thérèse, du nom de l'impératrice Marie-Thérèse d'Autriche (1717-1780)
- la rue de l'Enclume, (un peu plus loin est tracée la rue du Marteau)

## Les transports en commun
Dans le passé
La Société nationale des chemins de fer vicinaux exploitait une ligne de tramways entre Bruxelles et Louvain et dont le terminus bruxellois était situé place Saint-Josse, au bas de la rue Verbist. Cette ligne fut électrifiée en 1934 et à partir de 1940, un service direct (le service "B") fut établi entre les deux villes en passant par Kraainem, Sterrebeek et Leefdaal. L'exploitation de la ligne ferrée fut arrêtée en 1961 et remplacée par des autobus.
Cette ligne acheminait une nombreuse clientèle vers les commerces aux alentours de la place Saint-Josse. Parmi les commerces qui ont fait la renommée de la commune, il y avait la quincaillerie Van Bemden située à côté de l'église, la coopérative L'Union économique, la maison de vente de linge de maison Hayoit, toujours existante, et la papeterie Ballieu, ces trois dernières établies dans le haut de la chaussée de Louvain.
Actuellement
Villo! : station n°59

## Le Maelbeek
Le Maelbeek est un ruisseau qui traverse plusieurs communes bruxelloises, dont Saint-Josse-ten-Noode et la place de même nom, avant de se jeter dans la Senne. C'est une voie d'eau qui se transformait rapidement en torrent en cas de fortes précipitations et provoquait d'importantes inondations. D'ailleurs, pour ce motif, le seul type de véhicule de transport en commun apte à circuler, de par sa conception, dans la vallée du Maelbeek était un trolleybus qui passait plus facilement sur les voiries submergées d'eau. Aussi, en 1872, le Maelbeek fut la première voie d'eau bruxelloise à être voûtée, mais il fallut attendre les années 1950 pour que le problème du débordement du pertuis du Maelbeek ne soit résolu.